# Sergia stellata
Sergia stellata is een tienpotigensoort uit de familie van de Sergestidae. De wetenschappelijke naam van de soort is voor het eerst geldig gepubliceerd in 1940 door Burkenroad.